# Elnour Allahverdiyev (homme politique)
Elnour Allahverdiyev est un homme politique azéri, membre de VI législature de l'Assemblée nationale d'Azerbaïdjan.

## Biographie
Elnur Allahverdiyev est né le 21 avril 1978 à Bakou. De 1995 à 1999, il a étudié à la faculté de droit à l'Université internationale d'Azerbaïdjan. En 1999-2000, il était en service militaire actif dans les forces armées azerbaïdjanaises dans la région de Qazax. De 2012 à 2015, il a étudié à la faculté de réglementation juridique de l'économie à l'Université d'économie d'État d'Azerbaïdjan.
Allahverdiyev parle anglais et russe.

### Carrière
Allahverdiyev a travaillé comme conseiller du directeur du Centre culturel Heydar Aliyev, puis comme directeur général d'ABC Telecom.
En 2014-2019, il a été consul honoraire de Slovénie en Azerbaïdjan. Il est membre du Parti du nouvel Azerbaïdjan.

### Famille
Elnour Allahverdiyev est marié et a trois enfants.